# Лобов, Геннадий Дмитриевич
Геннадий Дмитриевич Лобов — учёный, кандидат технических наук, доцент кафедры ОРТ Московского энергетического института. Был главой радиотехнического факультета МЭИ, затем — первым директором гуманитарно-прикладного института. Заслуженный профессор МЭИ.

## Биография
В школьные годы Геннадий Лобов хорошо учился и мог получить медаль, но из-за одной истории был ее лишен. Это послужило хорошим стимулом для подготовки к поступлению в вуз — за лето он изучил книги по интегральному и дифференциальному исчислению и по механике, в результате легко поступил на радиотехнический факультет Московского энергетического института, пройдя конкурс 16 человек на место. После первого курса перевелся на физический факультет, но когда стало известно, что факультет переезжает, решил не уходить из МЭИ и окончил институт. Руководителем его дипломного проекта была Людмила Александровна Щербакова. Среди его педагогов был профессор Владимир Александрович Котельников, и Геннадий Лобов до сих пор помнит некоторые его советы, и его подход к учебе.
После защиты диплома Геннадия Лобова рекомендовали к поступлению в аспирантуру. Он стал работать лаборантом на кафедре, затем его перевели в ассистенты и направили в деканат работать начальником курса.
В 1957 году был руководителем группы, которая проводила работы по созданию новых типов детекторов электромагнитных волн, вела разработку газоразрядных детекторов миллиметрового диапазона волн, преобразователей ИК-излучения в оптический и КВЧ-диапазоны.
В конце 1960-х годов Геннадия Лобова отправили на стажировку в Америке, которую он проходил в Мичиганском университете в 1968—1969 годах. Жил в городе Энн-Арбор и занимался научно-исследовательской работой. Изучал английский язык.
После стажировки в Америке и приезду в СССР занимался преподаванием, вел научно-исследовательскую работу. Работает заместителем директора гуманитарно-прикладного института.
Лауреат премии Клуба выпускников МЭИ «Почёт и признание».
Профессор Г. Д. Лобов был главой кафедры основ радиотехники в 1988—1996 годах.